# Якубовський Василь Іванович

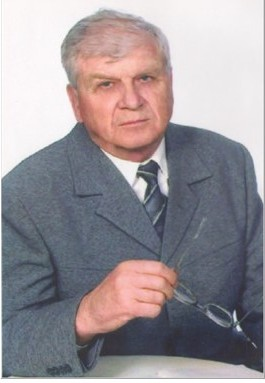
Якубовський Василь Іванович

Василь Іванович Якубовський (нар. 1 лютого 1940, с. Мельниця-Подільська Чортківського р-ну Тернопільської обл.) — український історик, археолог, етнолог, музеєзнавець, краєзнавець. Кандидат історичних наук. Доцент. Професор. Досліджує Давньоруський період, зокрема, Болохівське князівство на території Волині та Поділля.

## Життєпис
Василь Іванович Якубовський народився 1 лютого 1940 р. у селищі Мельниця-Подільська, що на Тернопільщині. Переживши голодні 1946—1947 рр., здобув середню освіту в Мельнице-Подільській середній школі.
З 1959 по 1962 рр. проходив службу в лавах радянської армії. У 1962 р. вступив до Кам'янець-Подільського державного педагогічного інституту (нині Кам'янець-Подільський національний університет імені Івана Огієнка) на історико-філологічний факультет. Василь Іванович був учасником численних археологічних експедицій під керівництвом відомого археолога І. С. Винокура: досліджено поселення і могильники черняхівської культури поблизу с. Раковець-Чеснівський, Ружичанка, Бакота. У 1966-му — учасник археологічної експедиції з досліджень решток середньовічних міст в Середній Азії поблизу міст Куляб і Пахкар (Таджикистан).
Отримавши диплом вчителя історії, української мови та літератури молодий спеціаліст із дружиною переїжджають до м. Хмельницький, де обіймає посаду старшого наукового співробітника і завідувача відділу історії дорадянського часу обласного краєзнавчого музею.
З 1968 р. активно проводить обстеження об'єктів та пам'яток археології у Білогірському, Городоцькому, Деражнянському, Старосинявському, Хмельницькому та інших районах краю. Лише у період з 1968 по 1986 рр. ним виявлено та обстежено 32 пам'ятки археології (городища, поселення, кургани). Завдяки ініціативі та безпосередній участі Василя Івановича активно проводиться робота із встановлення охоронних знаків на об'єктах та пам'ятках археології у північних та центральних районах Хмельницької області.
З 1968 по 1972 рр. Якубовський організовує систематичні дослідження на території болохівського укріпленого центру поблизу с. Городище на Деражнянщині. Знаменним виявився сезон 1970, коли ним було відкрито унікальний речовий скарб у кількості 206 предметів: комплекс срібних, позолочених і золотих прикрас ХІІ-ХІІІ століть, який належав феодальній родині із династії чернігівських Ольговичів, а деякі із них досі не мають аналогів в Україні. Дослідники пов'язують цей комплекс з літописним м. Бозьким, яке входило до складу Болохівської землі.
На початку 1980-х, згідно з урядовим рішенням, скарб із Хмельницького передано до Києва, де тривалий час він стає окрасою експозиції Музею історичних коштовностей України.
У 1970—1978 рр. очолив Слов'янсько-руську археологічну експедицію обласного музею та Хмельницької обласної екскурсійно-туристичної станції. З того часу входить у когорту Київської археологічної наукової школи директора Інституту археології НАН України академіка НАН України П. П. Толочка. Експедиції під керівництвом Якубовського, проведені упродовж 1967—1984 рр. на території Болохівщини, тематично спрямовувалися на стаціонарні археологічні розвідки в багатьох місцях північної частини Хмельниччини, зокрема від басейну р. Хомора с. Ліщани (Ізяславщина) до м. Баранівка Житомирської обл.; від басейну р. Бужок (ліва притока Південного Бугу) с. Копачівка до селища Меджибіж; басейну р. Вовк (права притока верхів'їв р. Південний Буг).
У 1973—1984 та 1989 роках В. Якубовський провів стаціонарні розкопки на території Болохівського м. Городець, руїни якого знаходяться навпроти с. Теліжинці Старосинявського району Хмельницької області.
Вперше в українській історіографії досліджено майже 100 пам'яток ХІІ-ХІІІ ст. на території регіону, відомого під назвою Болохівська земля. Вчений аргументовано довів, що Болохівщина була заселена русинами, матеріальна і духовна культура яких розвивалася в історико-культурному руслі життя давньоруського народу, засудивши і відкинувши антинаукові версії щодо румунського походження болохівського населення.
У 1984 р. захистив дисертацію на тему «Давньоруські пам'ятки ХІІ — ХІІІ ст. верхів'їв рік Південного Бугу і Случа», здобувши науковий ступінь кандидата історичних наук. В цьому ж році В. І. Якубовський повертається до Кам'янця-Подільського, де працює старшим викладачем новоствореної кафедри історії України, згодом на посаді доцента, а з 2005 року — професора кафедри історії України Кам'янець-Подільського національного університету імені Івана Огієнка, де працюватиме аж до 2016 р.
У 1992 р. рішенням вченої ради інституту від 30 листопада 1995 р. та ухвалою колегії Міністерства освіти України від 27 червня 1996 р. Василю Івановичу присвоєно вчене звання доцента. У 2006 р. обрано на посаду професора кафедри історії України, де пропрацював аж до виходу на заслужений відпочинок. За його участі та під його керівництвом систематично організовувалися педагогічні й археологічні практики студентів, упродовж 17 літніх сезонів здійснювались археологічні експедиції на території городища літописного м. Губин у Старокостянтинівській громаді Хмельницької області.
Загалом знахідки налічують вісім скарбів і понад чотири тисячі індивідуальних предметів, які поповнили фонди Хмельницького обласного та Старокостянтинівського краєзнавчих музеїв.
З 1990 по 2015 рр. — художній керівник, сценарист студентського науково-етнологічного вокального гурту «Відродження».
За час роботи на кафедрі історії України Кам'янець-Подільського національного університету імені Івана Огієнка виступив учасником близько 40 міжнародних, всеукраїнських та регіональних наукових конференцій, конгресів, круглих столів, семінарів.
Нині науковий доробок дослідника складає дев'ять наукових і методичних книг, 150 наукових статей і публікацій, 40 нарисів, у тому числі дві індивідуальні монографії та посібник-практикум. У 2010 році видав підручник з курсу «Музеєзнавство», а також колективну монографію «Літописний Губин ХІІ-ХІІІ ст. Болохівська земля».
У 2018 році під керівництвом Якубовського В. І. здобувач Сергій Семенчук захистив дисертацію на тему «Осередки язичництва лівобережжя Середньої Подністрянщини (ХІ ст. до н. е. — ХІІІ ст. н. е.)», здобувши вчений ступінь кандидата історичних наук.
Василь Іванович Якубовський відомий подільський дослідник, який не припиняє шукати старожитності та зберігати історико-культурну спадщину краю. Напередодні свого 80-річного ювілею науковець презентував свою чергову монографію «Болохівська земля ХІІ-ХІІІ ст. історія, матеріальна культура, економіка».

## Участь в експедиціях

### Археологічні експедиції
· 1967—1969; 1974—1984 рр. — керівник Слов'яно-руською археологічною експедицією Хмельницького обласного краєзнавчого музею.
· 1970—1974 рр. — керівник археологічною експедицією Хмельницької обласної екскурсійно-туристської станції.
· 1997—2005 рр. — співкерівник археологічної школи Кам'янець-Подільського національного університету імені Івана Огієнка.
· 2006—2014 рр. — керівник археологічною експедицією Кам'янець-Подільського національного університету імені Івана Огієнка.
· 1984—2014 рр. — керівник археологічної практики студентів на історичному факультеті Кам'янець-Подільського національного університету імені Івана Огієнка.

### Наукові звіти
·  1968. Звіт Хмельницького обласного краєзнавчого музею про археологічні дослідження на території Хмельницької області в 1968 р. / В. І. Якубовський // Науковий архів Інституту археології НАН України. — № 1968 / 61. — 17 с., 23 рис.
·  1971. Звіт Хмельницької обласної дитячої екскурсійно-туристської станції про археологічні дослідження на території Хмельницької області у 1971 р. / В. І. Якубовський // Науковий архів Інституту археології НАН України. — № 1971 / 60. — 13 с., 6 табл.
·  1972. Звіт про розкопки дитинця Києво-руського городища біля с. Городище Деражнянського району Хмельницької області у 1972 р. / В. І. Якубовський // Науковий архів Інституту археології НАН України. — № 1972 /76.-11 с.
·  1973. Звіт Слов'яно-руського загону Хмельницької області екскурсійно-туристської станції про результати археологічних досліджень в Хмельницькій області / В. І. Якубовський // Науковий архів Інституту археології НАН України. — № 1973 / 66. — 8 с., 15 табл. (співавтор Р. Фещук).
·  1974. Звіт Слов'яно-руського загону про рятівні розкопки дитинця болохівського городища XII—XIII ст. біля с. Теліженці Старосинявського району / В. І. Якубовський // Науковий архів Інституту археології НАН України. — № 1974 / 77.- 6 с., 12 табл.
·  1975. Звіт Слов'яно-руської археологічної експедиції Хмельницького обласного краєзнавчого музею на території Хмельницької області в 1975 р. / В. І. Якубовський // Науковий архів Інституту археології НАН України. — № 1975 / 116. — 23 с., 23 табл.
·  1977. Звіт про роботи слов'янської археологічної експедиції Хмельницького обласного краєзнавчого музею на території Хмельницької області у 1977 р. / В. І. Якубовський // Науковий архів Інституту археології НАН України. — № 1977 / 37. — 20 с.
·  1997. Звіт археологічної експедиції Кам'янець-Подільського держав¬ного університету про розкопки укріпленого центру літописного Губина у польовому сезоні 1997 р / В. І. Якубовський // Науковий архів Інституту археології НАН України. — № 1997 / 62. — 20 с. ілюстр. табл 46 рис.; інв. опис 22 с. (співавтор І. С. Винокур; О. І. Журко; В. П. Мегей).
·  1998. Звіт про розкопки городища літописного Губина археологічною експедицією Кам'янець-Подільського державного педагогічного університету в 1998 р. / В. І. Якубовський // Науковий архів Інституту археології НАН України. — № 1998 / 37. — 8 с.; ілюстр. табл. 25 рис.; інв. опис 9 с.; довідка 1 с. (співавтор І. С. Винокур; І. Журко; В. П. Мегей).
·  1999. Звіт про археологічні дослідження 1999 року на літописному городищі Губин у Старокостянтинівському районі Хмельниць-кої області. / В. І. Якубовський // Науковий архів Інституту археології НАН України. — № 1999 /5.-6 с.; ілюстр. 50 рис.; інв. опис. 5 с. (співавтор І. С. Винокур; О. І. Журко; В. П. Мегей).
·  2000. Звіт експедиції Кам'янєць-Подільського державного педаго¬гічного університету про розкопки у 2000 році на території укріпленого центру літописного м. Губин / В. І. Якубовський // Науковий архів Інституту археології НАН України. — № 2000 / 34. — 9 с.; ілюстр. табл. 55 рис.; інв. опис. 9 с. (співавтор С. Винокур; О. І. Журко; В. П. Мегей).
·  2001. Звіт археологічної експедиції Кам'янець-Подільського дер¬жавного педагогічного університету про результати розкопок городища болохівського літописного м. Губин у 2001 р. / В. І. Якубовський // Науковий архів Інституту археології НАН України. — № 2001 / 84. — 21 с.; ілюстр. табл. 110 рис.; інв. опис 11с. (співавтор І. С. Винокур; О. І. Журко; В. П. Мегей).
·  2002. Звіт археологічної експедиції Кам'янець-Подільського дер¬жавного університету про результати розкопок городища болохівського літописного м. Губин у 2002 р. / В. І. Якубов- ський // Науковий архів Інституту археології НАН України. — № 2002 / 136. -5 с. ілюстр. табл. 56 рис.; інв. опис. 5 с. (співавтор І. С. Винокур; О. І. Журко; В. П. Мегей).
·  2003. Звіт археологічної експедиції Кам'янець-Подільського державного університету про результати розкопок городища болохівського літописного м. Губин у 2003 р. / В. І. Якубовський // Науковий архів Інституту археології НАН України. — № 2003 / 147. — 10 с. ілюстр. табл. 105 рис.; інв. опис 8 с.; довідка 1 с. (співавтор І. С. Винокур; О. І. Журко; В. П. Мегей).
·  2004. Звіт археологічної експедиції Кам'янець-Подільського державного університету про результати розкопок городища болохівського літописного м. Губин у 2004 р. / В. І. Якубовський // Науковий архів Інституту археології НАН України. — № 2004 / 182. — 15 с., ілюстр. 58 рис.; інв. опис 16 с.; акти 4 с. (співавтор І. С. Винокур; О. І. Журко; В. П. Мегей).
·  2005. Звіт про археологічні дослідження на території дитинця літописного Губина у 2005 р. / В. І. Якубовський // Науковий архів Інституту археології НАН України. — № 2005 / 149. — 15с.; інв. опис 19 с. ілюстр. табл. 65 рис., акти 6 с. (співавтор І. С. Винокур; О. І. Журко; В. П. Мегей).
·  2006. Звіт археологічної експедиції Кам'янець-Подільського держав¬ного університету про польові роботи 2006 р. на території літописного Губина / В. І. Якубовський // Науковий архів Інституту археології НАН України. — № 2006 / 254. — 14 с., інв. опис 5 с., акти 9 с., довідка 1 с.; ілюстр. 94 рис.
·  2007. Науковий звіт археологічної експедиції Кам'янець-Подільського національного університету про роботи 2007 р. на території городища літописного м. Губин / В. І. Якубовський // Науковий архів Інституту археології НАН України. — № 2007 /197.-11 с., інв. опис у тексті 6 с., 1табл., ілюстр. 54 рис.
·  2009. Науковий звіт археологічної експедиції Кам'янець-Подільського національного університету імені Івана Огієнка про польові роботи на території Губинського літописного городища і його найближчої сільськогосподарської округи в 2009 р. / І. Якубовський // Науковий архів Інституту археології НАН України. — № 2009 / 254. — 16 с., 2 табл., ілюстр. 60 рис.
·  2010. Науковий звіт археологічної експедиції Кам'янець-Подільського національного університету імені Івана Огієнка про польові роботи на території Губинського літописного городища і його найближчої сільськогосподарської округи / В. І. Якубовський // Науковий архів Інституту археології НАН України. — № 2010 / 129.*-- 16 с., 2 табл., польовий реєстр знахідок С. 19-27; акт прийому предметів на постійне збереження С. 28-33, список ілюстрацій до наукового звіту С.34-41; альбом ілюстрацій: 35 рис.; фотографії 62.
·  2011. Науковий звіт про розкопки на території літописного м. Губин у 2011 р. / В. І. Якубовський // Науковий архів Інституту археології НАН України. — № 2011 / 99. — 20 с., 2 табл., польовий реєстр знахідок С. 22-36; акт прийому предметів на постійне збереження С. 37-42, список ілюстрацій до наукового звіту С. 43-49; альбом ілюстрацій: 48 рис.; фотографії 59.
·  2012. Науковий звіт про розкопки південної частини Губинського літописного городища у 2012 р. / В. І. Якубовський // Науковий архів Інституту археології НАН України. — № 2012 / 44. — 20 с., 2 табл., польовий реєстр знахідок С. 22-32; акт прийому предметів на постійне збереження С. 33-39, список ілюстрацій до наукового звіту С.40-45; альбом ілюстрацій: 59 рис.; фотографії 48.
·  2013. Науковий звіт про польові роботи на території могильника і городища середньовічного м. Губин у 2013 р. / В. І. Якубовський // Науковий архів Інституту археології НАН України. — № 2013 / 1.-25 с., 2 табл., польовий реєстр знахідок С. 28-34; акт прийому предметів на постійне збереження С. 35-40, список ілюстрацій до наукового звіту С. 41-51; альбом ілюстрацій: 36 рис.; фотографії 73.
·  2014. Науковий звіт про польові роботи на території городища літописного м. Губин та його округи у 2014 р / В. І. Якубовський // Науковий архів Інституту археології НАН України. — № 2014 / 57. — 35 с., 2 табл., польовий реєстр знахідок С. 37-51; акт прийому предметів на постійне збереження С. 52-59, список ілюстрацій до наукового звіту С.60-71; альбом ілюстрацій: 43 рис.; фотографії 66. (співавтор С. А. Тимків, І. П. Русий).

## Праці

### Монографії
- Якубовский В. И. Древнерусские памятники XII—XIII вв. верховьев рек Южного Буга и Случи: дис. канд. ист. наук: спец. 07.00.06 — археология / Якубовский Василий Иванович. — К., 1984.-297 с.
- Довідник з археології України: Хмельницька, Чернівецька, Закарпатська області / Упоряд.: І. С. Винокур, А. Ф. Гуцал, С. І. Пеняк, Б. О. Тимощук, В. І. Якубовський. — К.: Наук, думка, 1984.- 222 с.
- Скарби Болохівської землі / В. І. Якубовський. — Кам'янець- Подільський: Медобори, 2001. — 144 с. — 15,5 авт. арк.
- Скарби Болохівської Землі. Вид. 2-ге — доп. / В. І. Якубовський- Кам'янець-Подільський: Медобори (ПП Мошак М. І.), 2003. — 158 с.

- «Літописний Губин XII—XIII ст. Болохівська земля. Вип. 1. За матеріалами археологічних досліджень 1997—2003 років». Іон Винокур, Олексій Журко, Валерій Мегей, Василь Якубовський. 2004. (Київ, Кам'янець-Подільський, Хмельницький, Старокостянтинів, 2004 р. — 206 с. — 24,18 авт. арк. ISBN 966-8587-02-2
- Музеєзнавство: навч. посіб.- практикум / В. І. Якубовський; Кам'янець-Поділ. держ. ун-т. — Кам'янець-Подільський: ПП Мошак М. І., 2006. — 272 с. — 15,8 авт. арк.
- Археологія: навч.-метод, посіб. (за кредитно-модульною системою) / В. І. Якубовський. — Кам'янець-Подільський: ПП Мошак М. І., 2008. — 96 с.
- Археологічна спадщина Хмельницької області. Довідник / А. Ф. Гуцал, В. І. Якубовський, І. Р. Михальчишин. — Чернігів: РВК «Деснянська правда» 2011. — 176 с.
- Музеєзнавство: посіб. для студ. вищих навч. закладів. — Вид. друге, доп. і переробл. / В. І. Якубовський. — Кам'янець- Подільський: ПП. Мошак М. І., 2012. — 352 с. — 21, 46 авт. арк.
- Якубовський, Василь Іванович (2013). Дороги гурту «Відродження» (укр.). Кам'янець-Подільський: ПП «Медобори-2006». с. 51. ISBN 978-617-681-031-5.
- Якубовський В. І. «Болохівська земля ХІІ — ХІІІ ст. Історія, матеріальна культура, економіка». 2020 р. Кам'янець-Подільський: ТОВ «Друкарня „Рута“, 352 с. ISBN 978-617-7887-23-1

### Статті
1. Археологічна розвідка басейну р. Бужок на Хмельниччині. 1982.
2. Давньоруський скарб з с. Городище Хмельницької області. 1975.
3. З історії досліджень військової оборонної архітектури Болохівської землі ХІІ–ХІІІ ст. 2021 р. («Археологія & Фортифікація України». Збірник матеріалів Х Всеукраїнської з міжнародною участю науково-практичної конференції / [редкол.: О.О. Заремба (голова) та ін.]. – Кам’янець-Подільський: ФОП Буйницький О. А., 2021. – 358 с.).
4. Історія Болохівської землі: історіографія і джерела. 2015 (Якубовський, В. І. Історія Болохівської землі: історіографія і джерела / В. І. Якубовський // Наук. пр. Кам'янець-Поділ. нац. ун-ту ім. Івана Огієнка. — 2015. — Т. 25: Іст. науки. — С. 52-66. — Бібліогр.: 65 назв.)
5. Планіграфія і фортифікаційні споруди городищ історичної Болохівської землі. Василь Якубовський, Алла Шабаліна. (Дрогобицький краєзнавчий збірник / Ред. кол. Л.Тимошенко (голов. ред.), Л.Винар, Л.Зашкільняк, Я.Ісаєвич та ін. — Вип.VІІ. — Дрогобич: Коло, 2003)
6. Про деякі види озброєння із розкопок болохівських городищ. Василь Якубовський Наукові праці Кам'янець-Подільського державного університету: Історичні науки. — Кам'янець-Подільський: Оіюм, 2004. — Т.12
7. Середньовічний літописний Губин в історії України ХІІ–ХІІІ ст. Василь Якубовський. Наукові праці Кам'янець-Подільського державного університету: Історичні науки. — Кам'янець-Подільський: Оіюм, 2004. — Т.13.
8. „Слов'янські старожитності на Хмельниччині“. Василь Якубовський. Археологія, 1984, вип. 46.